# Section des Arcis
Pour les articles homonymes, voir Arcis.
La section des Arcis était, sous la Révolution française, une section révolutionnaire parisienne.

## Représentants
Elle était représentée à la Commune de Paris par :
- Nicolas Jérôme, né à Paris en 1750 ou 1751, tourneur, demeurant 213, rue Saint-Jacques-la-Boucherie. Il fut officier municipal, directeur chargé de l’administration des postes, et fut guillotiné.
- Louis Lépine, né en 1747 ou 1748, entrepreneur de bâtiments, demeurant 30 ou 39 rue des Arcis.
- François Auguste Paff où Paffe, né à Paris en 1753 où 1755, marchand bonnetier et notable, demeurant rue de la Joaillerie. Beau-frère de Denis Guillaume Bourgain, il fut jugé par le Tribunal révolutionnaire et guillotiné[3].

## Historique
La section n’a pas changé de nom depuis sa création.

## Territoire
Secteur compris entre le Châtelet et l’Hôtel de Ville.

## Limites
La rue de la Joaillerie, à droite du pont au Change à la rue Saint-Jacques-la-Boucherie : la rue Saint-Jacques-la-Boucherie, à droite, jusqu’à la rue Planche-Mibray : la rue des Arcis, à droite, jusqu’à la rue de la Verrerie : la rue de la Verrerie, à droite, jusqu’à la rue du Coq : la rue du Coq, à droite, jusqu’à la rue de la Tixéranderie : la rue de la Tixeranderie, à droite, jusqu’à la rue du Mouton : la rue du Mouton et de suite la place de Grève, à droite jusqu’à la rivière : le bord de la rivière, depuis la place de Grève jusqu’au pont au Change.

## Intérieur
Le quai de Gesvres, quai Pelletier, les rues de la Vieille-Place-aux-Veaux, de la Tannerie, de la Vannerie, de la Coutellerie, de la Planche-Mibray, Jean-Pain-Mollet, Saint-Bon, de la Poterie-des-Arcis, des Coquilles, etc., et généralement toutes les rues, culs-de-sac, places, etc.. enclavés dans cette limite.

## Local
La section des Arcis se réunissait dans l’église Saint-Jean-en-Grève, située derrière l'Hôtel de Ville, sur l'emplacement de l'actuelle rue de Lobau.

## Population
11 800 habitants, dont 850 économiquement faibles. La section comprenait 1 800 citoyens actifs.

## 9 Thermidor an II
Lors de la chute de Robespierre, le 9 thermidor an II (27 juillet 1794), la section des Arcis soutint la Convention nationale, sauf deux de ses représentants qui soutinrent la Commune de Paris, Nicolas Jérôme et François-Auguste Paffe.

## Évolution
Après le regroupement par quatre des sections révolutionnaires par la loi du 19 vendémiaire an IV (11 octobre 1795)  qui porte création de 12 arrondissements, la présente section est maintenue comme subdivision administrative, puis devient, par arrêté préfectoral du 10 mai 1811, le quartier des Arcis (7e arrondissement de Paris).